# フレディ・ウッドマン
フレデリック・ジョン・"フレディ"・ウッドマン（Frederick John "Freddie" Woodman、1997年3月4日 - ）は、イングランド・ロンドンクロイドン区出身のプロサッカー選手。プレミアリーグ・リヴァプールFC所属。ポジションはゴールキーパー。

## 経歴

### クラブ
クロイドン区に本拠地を置くクリスタル・パレスFCでプレーを始め、2013年にニューカッスル・ユナイテッドFCのユースチームに移籍した。2014-15シーズンよりトップチームに昇格したが、出場機会はなくイギリス国内のクラブに5度レンタル移籍した。
2021ｰ22シーズンより、ニューカッスルに復帰。シーズン開始から正GKのマルティン・ドゥブラフカが怪我で離脱しており、第2GKのカール・ダーロウも新型コロナウイルスに感染したため、代わって先発で出場していたが、リーグ戦4試合で1分3敗と勝利は遠く、ダーロウとドゥブラフカが復帰後はメンバーから外れた。2022年1月31日、AFCボーンマスへ2021-22シーズン終了までのレンタル移籍。

### 代表
UEFA U-17欧州選手権2014では4試合で2失点に抑え、決勝のオランダ戦ではPK戦で2本ストップし同大会優勝に大きく貢献した。UEFA U-19欧州選手権2016では準決勝のイタリア戦に出場したが、1-2で敗れた。2017 FIFA U-20ワールドカップでは決勝のベネズエラ戦でPKをストップし優勝に貢献、自身も大会最優秀GKに選出された。

## 人物
実父のアンディ・ウッドマンもサッカー選手であった。また代父母はガレス・サウスゲートである。

## タイトル
U-17イングランド代表
- UEFA U-17欧州選手権: 2014

U-20イングランド代表
- FIFA U-20ワールドカップ: 2017

個人
- FIFA U-20ワールドカップゴールデングローブ: 2017